# پاتریک برنر
پاتریک برنر (انگلیسی: Patrick Burner؛ زادهٔ ۱۱ آوریل ۱۹۹۶) بازیکن فوتبال اهل فرانسه است.
از باشگاه‌هایی که در آن بازی کرده‌است می‌توان به باشگاه فوتبال نیس اشاره کرد.
وی همچنین در تیم ملی فوتبال مارتینیک بازی کرده‌است.